# نينا إيستون
نينا إيستون (بالإنجليزية: Nina Easton)‏ هي صحفية وكاتِبة أمريكية، ولدت في 1958.